# Ken Mary
Ken K Mary es un baterista, productor y compositor estadounidense, popular por su trabajo con bandas y artistas como Chastain, Demons Down, Fifth Angel, Flotsam and Jetsam, Magdallan, Northern Light Orchestra, Soul Shock Remedy, Strike, TKO, Alice Cooper, Accept, Impellitteri, Bonfire y House of Lords.

## Discografía

### Fifth Angel
- 1986 - Fifth Angel
- 1989 - Time Will Tell

### TKO
- 1985 - Below The Belt

### Chastain
- 1986 - Ruler of the Wasteland
- 1987 - The 7th of Never
- 1987 - Instrumental Variations
- 1988 - The Voice of the Cult
- 1989 - Within The Heat

### Alice Cooper
- 1987 - Raise Your Fist and Yell
- 1987 - The Nightmare Returns
- 1989 - Prince of Darkness
- 1999 - The Life and Crimes of Alice Cooper

### Impellitteri
- 1992 - Grin and Bear It
- 1993 - Victim of the System
- 1994 - Answer to the Master
- 1996 - Screaming Symphony
- 1997 - Fuel for the Fire
- 1998 - Eye of the Hurricane

### House of Lords
- 1988 - House of Lords
- 1990 - Sahara
- 2004 - The Power and the Myth
- 2007 - Live in the UK